# ジャン・ヴァール
ジャン・アンドレ・ヴァール（Jean André Wahl、1888年5月15日 - 1974年6月19日）はフランスの哲学者。戦後フランスの哲学アカデミズムに大きな影響力をもった。

## 生涯

### 第二次世界大戦まで
1888年、マルセイユ生まれ。父が英語教師だった関係で、幼い頃から英語に親しむ。当時父親の同僚だったベルクソンは少年ジャンに才能を感じ、英米哲学などの知識を授けた。1907年、高等師範学校に入学。卒業後はリセ・アンリ＝マルタンで教師を務めるかたわら、学位論文を執筆。1920年、『英米多元論哲学』と『デカルト哲学における瞬間の観念の役割』の2本の学位論文によって博士号を取得。
学問的経歴としては、高等師範学校時代の教授ベルクソンの弟子として出発した。また、当時フランスではよく知られていなかったアメリカの多元論哲学者ウィリアム・ジェームズとジョージ・サンタヤナについて、1920年に提出した学位論文で詳述。その後も多様な思想家に対して旺盛な好奇心を発揮。1926年、プラトンの『パルメニデス』に現れる「一なるもの」の観念について考察。1929年、コジェーヴの有名な講義に先駆けて、1930年代のフランスにヘーゲルの思想を紹介。また、キルケゴールの思想の紹介者としても知られ、この研究は1938年の著書『キルケゴール研究』に結実した。とりわけヘーゲル研究とキルケゴール研究は、当時のフランスの思想状況との関連で大きな反響を呼んだ。
1936年からソルボンヌ大学の教授を務めた。第二次世界大戦が始まり、パリが占領された際には脱出したが、ソルボンヌ大学の再開で呼び戻された。しかしヴィシー政権のユダヤ人法によって罷免され、1941年ゲシュタポに捕らえられて暴行を受け、サンテ監獄へ収監された。さらにゲシュタポパリ郊外の都市ドランシーに設けられたユダヤ人強制収容所に収容されたが、赤痢の発生やアメリカからの教授招聘などいくつかの条件が重なって解放された。その後、1942年から1945年までアメリカ合衆国に亡命した。

### アメリカ亡命時代
アメリカ亡命時にヴァールは、グスタフ・コーエンとロックフェラー財団の協力を得て、ニューヨークに高等研究自由学校(École Libre des Hautes Études)を創立。やがてマウント・ホリヨーク・カレッジの教授に就任し、亡命知識人たちの集まり「マウント・ホリヨークの十日間」を企画した。これはフランス・ブルゴーニュ地方のポンティニーにあるシトー会修道院で1910年から1939年までポール・デジャルダンが主宰していた十日間続く勉強会に倣って「アメリカ版ポンティニー」の名前でも知られる。この勉強会は表面上英語の勉強会という形をとっていたが、アメリカに亡命していた多数のフランス人知識人が集まる場にもなっていた。同時にいくらかのアメリカ人も参加している。こうしたアメリカ人の中にはマリアン・ムーアやウォレス・スティーヴンズ等の詩人もおり、ヴァールはスティーヴンズのたくさんの詩作品をフランス語に翻訳してもいる。

### 帰国後
1945年、フランスに帰国。ソルボンヌ大学に復職、以降1967年まで務める。また1946年、ウラジミール・ジャンケレヴィッチらの協力を得て、大学組織に縛られない自由学校である哲学コレージュ(Collège philosophique)を創立。活発な教育活動を実践した。哲学コレージュには、当時まだ高等教育教授資格の取得前で大学で教授することができなかったエマニュエル・レヴィナスも招聘されており、当時の講演が『時間と他者』にまとめられている。さらに1960年からはガストン・ベルジェ死亡を受けてフランス哲学会の会長を務めた。

## 研究内容・業績
- 1950年から『形而上学・倫理学雑誌』(Revue de métaphysique et de morale)の編集長を務めた。
- ヴァールはレヴィナスやサルトルを始めとするたくさんの思想家に影響を与えた。広い交遊を誇り、ジョルジュ・バタイユが主宰した社会学研究会(Collège de sociologie)にも参加し、評論誌『アセファル』の第2号に「ニーチェと神の死」と題する論考を寄せ、ヤスパースによる解釈を検討している。
- 一般にヴァールは、哲学的革新と具象的観念を賞賛する非体系的思考の哲学者として知られている。また日本ではあまり知られていないが、詩人としての一面もあり、いくつかの詩集を発表している。
- 杉村靖彦はヴァールを「フランスのアカデミズムにおけるハイデガー研究の第一世代」とも評している[4]。

## 著作
- 1920年 Les philosophies pluralistes d'Angleterre et d'Amérique, Paris : F. Alcan.
- 1920年 Du rôle de l'idée d'instant dans la philosophie de Descartes, Paris : F. Alcan.
- 1926年 Étude sur le Parménide de Platon, Paris : F. Rieder.
- 1929年 Le Malheur de la conscience dans la philosophie de Hegel, Paris : F. Rieder.
- 1932年 Vers le concret : études d'histoire de la philosophie contemporaine, Paris, J. Vrin.
- 1938年 Connaître sans connaître, Paris : G. L. M.（詩集）
- 1938年 Études kierkegaardiennes, Paris : F. Aubier.
- 1938年 Les Problèmes platoniciens, Paris : Centre de documentation universitaire.（講義録）
- 1944年 Existence humaine et transcendance, Neuchâtel : La Baconnière. 永戸多喜雄訳『実存主義的人間』人文書院, 1953年
- 1944年 Poèmes de circonstance (1939-1941), Lyon : Confluences.（詩集）
- 1945年 Poèmes, dessins de André Masson, Montréal : Éditions de l'Arbre.（詩集）
- 1946年 Tableau de la philosophie française, Paris : Fontaine. 紺田千登史訳『フランス哲学小史』ミネルヴァ書房, 1974年
- 1947年 Petite histoire de l'existentialisme, suivie de Kafka et Kierkegaard, commentaires, Paris : Éditions Club Maintenant.
- 1948年 Poésie, pensée, perception, Paris : Calmann-Lévy.
- 1948年 Jules Lequier 1814-1862, introd. et choix par J. Wahl, Genève ; Paris : Traits.
- 1949年 Leçons de métaphysique, Paris : Centre de documentation universitaire.
- 1949年 1848-1948 : cent années de l'histoire de l'idée d'existence, 2 vols, Paris : Centre de documentation universitaire.（講義録、キルケゴール、ヤスパース、ハイデガーを論じる）
- 1950年 La Théorie de la vérité dans la philosophie de Jaspers, Paris : Tournier et Constans.（講義録）
- 1951年 Esquisse pour un tableau des catégories de la philosophie de l'existence, Paris : Tournier et Constans.（講義録）
- 1953年 Traité de Métaphysique, Paris : Payot.（講義録）
- 1954年 Les philosophies de l'existence, Paris : A. Colin. 松浪信三郎, 高橋允昭訳『実存主義入門』理想社, 1962年
- 1954年 La Théorie des catégories fondamentales dans Nicolaï Hartmann, Paris : Tournier et Constans.
- 1955年 La philosophie de la nature de Nicolaï Hartmann, Paris : Centre de documentation universitaire.
- 1956年 Vers la fin de l'ontologie, étude sur "l'Introduction dans la métaphysique", Paris : Société d'édition d'enseignement supérieur.
- 1957年 L'Ouvrage posthume de Husserl : la "Krisis", 2 vols, Paris : Centre de documentation universitaire, 1957-1961.
- 1957年 Un Renouvellement de la métaphysique est-il possible ?, Paris : Centre de documentation universitaire.（講義録）
- 1958年 Défense et élargissement de la philosophie : le recours aux poètes : Claudel, Paris : Centre de documentation universitaire.（講義録）
- 1958年 Husserl, Paris : Centre de documentation universitaire.（講義録）
- 1959年 Commentaires de la logique de Hegel, Paris : Centre de documentation universitaire.（講義録）
- 1959年 La pensée philosophique de Nietzsche des années 1885-1888, Paris : Centre de documentation universitaire.（講義録）
- 1961年 L'Avant-dernière pensée de Nietzsche, Paris : Centre de documentation universitaire.（講義録）
- 1961年 Mots, mythes et réalité dans la philosophie de Heidegger, Paris : Centre de documentation universitaire.（講義録）
- 1961年 Husserl : la "Philosophie première", Paris : Centre de documentation universitaire.（講義録）
- 1962年 Existence et pensée : de Kierkegaard à Sartre et de Valéry à Claudel : entretiens sur les philosophies et sur quelques poètes de l'existence, Montréal : A.G.E.U.M.
- 1963年 L'Expérience métaphysique. 久重忠夫訳『形而上学的経験』理想社, 1977年
- 1965年 Bergson, Paris : Centre de documentation universitaire.（講義録）
- 1967年 Cours sur l'athéisme éclairé de dom Deschamps, Studies on Voltaire and the eighteenth century, n° 52.
- 1998年 Kierkegaard. L'un devant l'autre, Paris : Hachette.
- 1998年 Introduction à la pensée de Heidegger, Paris : Librairie générale française.

「絵画のレアリテについて」、『美術批評』1955年8月号